# Lista państw świata w 2002
2003 – 2002 – 2001

## Państwa świata

### A
- Afganistan – Islamskie Państwo Afganistanu (do 13 stycznia 2002)
  -  Afganistan – Islamska Republika Afganistanu (od 13 stycznia 2002)
- Albania – Republika Albanii
- Algieria – Algierska Republika Ludowo-Demokratyczna
- Andora – Księstwo Andory
- Angola – Republika Angoli
- Antigua i Barbuda
- Arabia Saudyjska – Królestwo Arabii Saudyjskiej
- Argentyna – Republika Argentyńska
- Armenia – Republika Armenii
- Australia – Związek Australijski
- Austria – Republika Austrii
- Azerbejdżan – Republika Azerbejdżanu

### B
- Bahamy – Wspólnota Bahamów
- Bahrajn – Państwo Bahrajnu (do 14 lutego)
  -  Bahrajn – Królestwo Bahrajnu (od 14 lutego)
- Bangladesz – Ludowa Republika Bangladeszu
- Barbados
- Belgia – Królestwo Belgii
- Belize
- Benin – Republika Beninu
- Bhutan – Królestwo Bhutanu
- Białoruś – Republika Białorusi
- Birma – Związek Birmański
- Boliwia – Republika Boliwii
- Bośnia i Hercegowina
- Botswana – Republika Botswany
- Brazylia – Federacyjna Republika Brazylii
- Brunei – Państwo Brunei Darussalam
- Bułgaria – Republika Bułgarii
- Burkina Faso
- Burundi – Republika Burundi

### C
- Chile – Republika Chile
- Chiny – Chińska Republika Ludowa
- Chorwacja – Republika Chorwacji
- Cypr – Republika Cypryjska
- Czad – Republika Czadu
- Czechy – Republika Czeska

### D
- Dania – Królestwo Danii
- Demokratyczna Republika Konga
- Dominika – Wspólnota Dominiki
- Dominikana – Republika Dominikańska
- Dżibuti – Republika Dżibuti

### E
- Egipt – Arabska Republika Egiptu
- Ekwador – Republika Ekwadoru
- Erytrea – Państwo Erytrea
- Estonia – Republika Estońska
- Etiopia – Federalna Demokratyczna Republika Etiopii

### F
- Fidżi – Republika Wysp Fidżi
- Filipiny – Republika Filipin
- Finlandia – Republika Finlandii
- Francja – Republika Francuska

### G
- Gabon – Republika Gabońska
- Gambia – Republika Gambii
- Ghana – Republika Ghany
- Grecja – Republika Grecka
- Grenada
- Gruzja
- Gujana – Kooperacyjna Republika Gujany
- Gwatemala – Republika Gwatemali
- Gwinea – Republika Gwinei
- Gwinea Bissau – Republika Gwinei Bissau
- Gwinea Równikowa – Republika Gwinei Równikowej

### H
- Haiti – Republika Haiti
- Hiszpania – Królestwo Hiszpanii
- Holandia – Królestwo Niderlandów
- Honduras – Republika Hondurasu

### I
- Indie – Republika Indii
- Indonezja – Republika Indonezji
- Irak – Republika Iraku
- Iran – Islamska Republika Iranu
- Irlandia – Republika Irlandii
- Islandia – Republika Islandii
- Izrael – Państwo Izrael

### J
- Jamajka
- Japonia
- Jemen – Republika Jemeńska
- Jordania – Jordańskie Królestwo Haszymidzkie
- Jugosławia – Federalna Republika Jugosławii

### K
- Kambodża – Królestwo Kambodży
- Kamerun – Republika Kamerunu
- Kanada
- Katar – Państwo Katar
- Kazachstan – Republika Kazachstanu
- Kenia – Republika Kenii
- Kirgistan – Republika Kirgiska
- Kiribati – Republika Kiribati
- Kolumbia – Republika Kolumbii
- Komory – Związek Komorów
- Kongo – Republika Konga
- Korea Południowa – Republika Korei
- Korea Północna – Koreańska Republika Ludowo-Demokratyczna
- Kostaryka – Republika Kostaryki
- Kuba – Republika Kuby
- Kuwejt – Państwo Kuwejt

### L
- Laos – Laotańska Republika Ludowo-Demokratyczna
- Lesotho – Królestwo Lesotho
- Liban – Republika Libańska
- Liberia – Republika Liberii
- Libia – Wielka Arabska Libijska Dżamahirijja Ludowo-Socjalistyczna
- Liechtenstein – Księstwo Liechtensteinu
- Litwa – Republika Litewska
- Luksemburg – Wielkie Księstwo Luksemburga

### Ł
- Łotwa – Republika Łotewska

### M
- Macedonia – Republika Macedonii
- Madagaskar – Republika Madagaskaru
- Malawi – Republika Malawi
- Malediwy – Republika Malediwów
- Malezja
- Mali – Republika Mali
- Malta – Republika Malty
- Maroko – Królestwo Marokańskie
- Mauretania – Islamska Republika Mauretańska
- Mauritius – Republika Mauritiusa
- Meksyk – Meksykańskie Stany Zjednoczone
- Mikronezja – Sfederowane Stany Mikronezji
- Mołdawia – Republika Mołdawii
- Monako – Księstwo Monako
- Mongolia
- Mozambik – Republika Mozambiku

### N
- Namibia – Republika Namibii
- Nauru – Republika Nauru
- Nepal – Królestwo Nepalu
- Niemcy – Republika Federalna Niemiec
- Niger – Republika Nigru
- Nigeria – Federalna Republika Nigerii
- Nikaragua – Republika Nikaragui
- Norwegia – Królestwo Norwegii
- Nowa Zelandia

### O
- Oman – Sułtanat Omanu

### P
- Pakistan – Islamska Republika Pakistanu
- Palau – Republika Palau
- Panama – Republika Panamy
- Papua-Nowa Gwinea – Niezależne Państwo Papui-Nowej Gwinei
- Paragwaj – Republika Paragwaju
- Peru – Republika Peru
- Polska – Rzeczpospolita Polska
- Portugalia – Republika Portugalska

### R
- Południowa Afryka - Republika Południowej Afryki
- Republika Środkowoafrykańska
- Republika Zielonego Przylądka
- Rosja – Federacja Rosyjska
- Rumunia
- Rwanda – Republika Rwandyjska

### S
- Saint Kitts i Nevis – Federacja Saint Kitts i Nevis
- Saint Lucia
- Saint Vincent i Grenadyny
- Salwador – Republika Salwadoru
- Samoa – Niezależne Państwo Samoa
- San Marino – Republika San Marino
- Senegal – Republika Senegalu
- Seszele – Republika Seszeli
- Sierra Leone – Republika Sierra Leone
- Singapur – Republika Singapuru
- Słowacja – Republika Słowacka
- Słowenia – Republika Słowenii
- Somalia – Republika Somalijska
- Sri Lanka – Demokratyczno-Socjalistyczna Republika Sri Lanki
- Stany Zjednoczone – Stany Zjednoczone Ameryki
- Suazi – Królestwo Suazi
- Sudan – Republika Sudanu
- Surinam – Republika Surinamu
- Syria – Syryjska Republika Arabska
- Szwajcaria – Konfederacja Szwajcarska
- Szwecja – Królestwo Szwecji

### T
- Tadżykistan – Republika Tadżykistanu
- Tajlandia – Królestwo Tajlandii
- Tanzania – Zjednoczona Republika Tanzanii
- Timor Wschodni – Demokratyczna Republika Timoru Wschodniego (od 20 maja 2002)
- Togo – Republika Togijska
- Tonga – Królestwo Tonga
- Trynidad i Tobago – Republika Trynidadu i Tobago
- Tunezja – Republika Tunezyjska
- Turcja – Republika Turcji
- Turkmenistan
- Tuvalu

### U
- Uganda – Republika Ugandy
- Ukraina
- Urugwaj – Wschodnia Republika Urugwaju
- Uzbekistan – Republika Uzbekistanu

### V
- Vanuatu – Republika Vanuatu

### W
- Watykan – Państwo Watykańskie
- Wenezuela – Boliwariańska Republika Wenezueli (do 12 kwietnia 2002)
  - Republika Wenezueli (od 12 kwietnia 2002 do 13 kwietnia 2002)
  - Boliwariańska Republika Wenezueli (od 13 kwietnia 2002)
- Węgry – Republika Węgierska
- Wielka Brytania – Zjednoczone Królestwo Wielkiej Brytanii i Irlandii Północnej
- Wietnam – Socjalistyczna Republika Wietnamu
- Włochy – Republika Włoska
- Wybrzeże Kości Słoniowej – Republika Wybrzeża Kości Słoniowej
- Wyspy Marshalla – Republika Wysp Marshalla
- Wyspy Salomona
- Wyspy Świętego Tomasza i Książęca – Demokratyczna Republika Wysp Świętego Tomasza i Książęcej

### Z
- Zambia – Republika Zambii
- Zimbabwe – Republika Zimbabwe
- Zjednoczone Emiraty Arabskie – Państwo Zjednoczonych Emiratów Arabskich

## Państwa nieuznawane
- Abchazja – Abchaska Republika Autonomiczna
- Anjouan – Państwo Anjouan(do 10 marca 2002)
- Cypr Północny – Turecka Republika Cypru Północnego
- Górski Karabach – Republika Górskiego Karabachu
- Mohéli – Demokratyczna Republika Mohéli (do 10 marca 2002)
- Naddniestrze – Naddniestrzańska Republika Mołdawska
- Osetia Południowa – Republika Osetii Południowej
- Palestyna
- Sahara Zachodnia – Saharyjska Arabska Republika Demokratyczna
- Somaliland – Republika Somalilandu
- Tajwan – Republika Chińska